# Леванте (певица)
Лева́нте (итал. Levante; настоящее имя — Кла́удия Лаго́на (итал. Claudia Lagona), род. 23 мая 1987, Кальтаджироне) — итальянская певица, автор-исполнитель, писательница.

## Биография

### Юные годы и начало карьеры
Клаудия родилась 23 мая 1987 года в Кальтаджироне, до 14 лет проживала в сицилийской коммуне Палагония. В 2001 году, спустя пять лет после смерти родного отца, она переезжает со своей матерью и тремя братьями в Турин. Свои первые песни Леванте написала в 11 лет. Клаудия утверждает, что огромное влияние на неё оказали Мина, Кармен Консоли, Мег, Кристина Дона, Дженис Джоплин, Тори Эймос и Аланис Мориссетт.
Свой первый контракт Леванте подписывает с A&A Recordings Publishing и Atollo Records. В 2009 выпускает свой дебютный сингл «Troppodiva» в составе коллектива Levante e le Epemeridi, однако вскоре  Клаудия покидает Турин и на некоторое время переезжает в Лидс. В 2011 году Леванте подписывает контракт с INRI. В 2013 году, будучи в составе лейбла INRI, выпускает сингл «Alfonso», который становится одним из главных летних хитов того года в Италии. В 2017 году сингл «Alfonso» получил золотую сертификацию.

### Manuale distruzione
В 2013 году Леванте отправляется вместе с Максом Гацце в его концертный тур «Sotto Casa Tour», где выступает на разогреве. 11 марта 2014 выходит её первый альбом «Manuale distruzione», который дебютировал с 8-го места в рейтинге FIMI. Альбом был удостоен премии академии Medimex за лучший дебют.
В этом же году Леванте получила номинацию на MTV Europe Music Awards как лучший итальянский артист и стала финалистом премии Tenco за её дебютный альбом.

### Abbi cura di te: второй альбом
В 2015 году Леванте принимает участие в фестивале South by Southwest (SXSW) в Техасе, а также играет в Лос-Анджелесе и Нью-Йорке. В это же время был анонсирован выпуск нового альбома «Abbi Cura Di Te», который увидел свет 5 мая. Синглами с альбома стали «Ciao per sempre», «Finché morte non ci separi», «Abbi Cura di Te» и «Le lacrime non macchiano».

### Nel caos di stanze stupefacenti и X Factor
1 февраля 2017 года выходит сингл «Non me ne frega niente», который ознаменовал скорый выход третьего альбома «Nel caos di stanze stupefacenti». Релиз третьего альбома состоялся 7 апреля 2017 года.
19 мая 2017 года было официально объявлено о том, что Леванте примет участие в 11-м сезоне итальянской версии шоу «X Factor» в качестве судьи вместе с Федецем, Мануэлем Аньелли и Марой Майончи.

### Magmamemoria и Санремо 2020
5 марта 2019 года Леванте подписывает контракт с Warner Music Italy / Parlophone. 4 октября Леванте выпускает свой четвертый альбом под названием «Magmamemoria», который дебютировал с 4-й позиции в чарте FIMI. 31 декабря 2019 года становится известно об участии Леванте в фестивале Санремо 2020  с песней «Tikibombom».
8 февраля 2020 Леванте занимает 12-е место в финале фестиваля, а слушателям становится доступна обновленная версия альбома «Magmamemoria MMXX».

### Писательство: «Se non ti vedo non esisti» и «Questa è l'ultima volta che ti dimentico»
19 январь 2017 Леванте выпускает свою первую книгу «Se non ti vedo non esisti» под издательством Rizzoli. Книга вошла в топ самой продаваемой художественной литературы в Италии. 13 ноября 2018 года выходит вторая книга «Questa è l'ultima volta che ti dimentico», которая сразу же попадет в десятку лучших в Италии.

### Opera futura и Санремо 2023
В феврале 2023 года Леванте во второй раз принимает участие в фестивале Санремо в качестве конкурсантки с песней «Vivo». В финале фестиваля композиция заняла 23 место. Также 17 февраля в свет вышел 5 студийный альбом «Opera futura».. Основные темы альбома - любовь, послеродовая депрессия и её преодоление, материнство, а также социальный комментарий — неотъемлемая составляющая текстов песен Леванте.

### Личная жизнь
В сентябре 2015 года Леванте вышла замуж за Симоне Кого, более известного как The Bloody Beetroots. В интервью для итальянского Vanity Fair в мае 2017 года Клаудия сообщила о том, что развелась мужем. Также встречалась с Диодато, с которым рассталась в 2019 году. В сентябре 2021 года Клаудия объявила о том, что беременна от молодого человека, с которым до этого она встречалась 2 года. 13 февраля 2022 года у пары родилась дочь Альма Футура.

## Дискография

### Студийные альбомы
- 2014 – Manuale distruzione
- 2015 – Abbi cura di te
- 2017 – Nel caos di stanze stupefacenti
- 2019 – Magmamemoria (переиздан в 2020 как Magmamemoria MMXX)
- 2023 – Opera futura

### Синглы
- 2013 – Alfonso
- 2013 – La scatola blu
- 2013 – Memo
- 2014 – Duri come me
- 2014 – Sbadiglio
- 2014 – Cuori d'artificio
- 2015 – Ciao per sempre
- 2015 – Le lacrime non macchiano
- 2015 – Finché morte non ci separi
- 2016 – Abbi cura di te
- 2017 – Non me ne frega niente
- 2017 – Pezzo di me (совместно с Максом Гацце)
- 2017 – Gesù Cristo sono io
- 2018 – 1996 La stagione del rumore
- 2019 – Andrà tutto bene
- 2019 – Lo stretto necessario (совместно с Кармен Консоли)
- 2019 – Bravi tutti voi
- 2020 – Tikibombom
- 2020 – Sirene
- 2020 – Vertigine (совместно с Altarboy)
- 2021 – Dall'alba al tramonto
- 2023 – Vivo